# Miconia trichotoma
Miconia trichotoma är en tvåhjärtbladig växtart som först beskrevs av Louis Auguste Joseph Desrousseaux, och fick sitt nu gällande namn av Dc.. Miconia trichotoma ingår i släktet Miconia och familjen Melastomataceae. Inga underarter finns listade i Catalogue of Life.